# Kevin Schlitte
Kevin Schlitte (* 4. November 1981 in Haldensleben) ist ein ehemaliger deutscher Fußballspieler. Er spielte hauptsächlich auf der Position des rechten Außenverteidigers.

## Karriere
Bis Ende 2003 spielte Schlitte bei unterklassigen Amateurvereinen in Haldensleben, Magdeburg und Walkenried.
Im Januar 2004 wechselte er zum VfB Germania Halberstadt, der in der NOFV-Oberliga Süd spielte. Bei Halberstadt spielte er bis Dezember 2005, ehe er zum Nord-Regionalligisten FC Carl Zeiss Jena wechselte. Er bezeichnete diesen Wechsel später als „riesige Herausforderung“.
In der folgenden Rückrunde bestritt er 13 Spiele und verhalf Jena damit zum Aufstieg in die 2. Bundesliga, wo er mit seinem Verein ab der darauffolgenden Saison 2006/07 antrat. Er erzielte am 25. August 2006 zwei Tore bei einem 3:2 über den 1. FC Köln, Jenas erstem Sieg in der 2. Bundesliga nach acht Jahren.
Von 2007 bis 2009 spielte Kevin Schlitte beim SC Freiburg. Hier kam er auf 46 Einsätze, in denen er zwei Tore erzielte. Die Saison schlossen die Breisgauer als Tabellenerster und Aufsteiger ab. Er ging aber nicht mit dem Verein in die 1. Bundesliga, sondern blieb in der 2. Liga bei Hansa Rostock- der eine Ablösezahlung in Höhe von 119.000 Euro an Freiburg zahlte- und unterschrieb dort einen Dreijahresvertrag. Doch bereits nach einem Jahr verließ er die Mecklenburger wieder, nachdem der Verein aufgrund von zwei verlorenen Relegationsspielen in die dritte Liga abgestiegen war. Für die folgende Saison 2010/11 verstärkte sich Zweitligaaufsteiger FC Erzgebirge Aue mit Kevin Schlitte. Wie zuvor in Rostock war er auch in Aue Stammspieler auf der rechten Außenbahn und kam dort in seiner ersten Saison auf 30 Einsätze.
Nach 90 Spielen und drei Toren wechselte Schlitte zu Beginn der Saison 2014/15 in die Regionalliga Nordost zu seinem früheren Verein Germania Halberstadt. Seit der Spielzeit 2015/16 ist Schlitte erneut für den Haldensleber SC, einem seiner früheren Jugendvereine, in der Verbandsliga Sachsen-Anhalt aktiv. Im Januar 2017 wechselte Schlitte zu Blau-Weiß Neuenhofe in die Bördeoberliga. Nach der Saison  2016/17 beendete er in Neuenhofe seine Karriere.

### Erfolge
- Aufstieg in die 2. Bundesliga mit dem FC Carl Zeiss Jena 2006
- Aufstieg in die 1. Bundesliga mit dem SC Freiburg 2009